# Hollerwettern
Die Hollerwettern ist eine Wettern mit Leuchtturm bzw. Richtfeuer im Nordwesten der Gemeinde Wewelsfleth in Schleswig-Holstein und zugleich Namensgeberin des dortigen Ortsteils der Gemeinde.

## Die namengebende Wettern
Die über 3 km lange Hollerwettern entwässert den zwischen Wewelsfleth und Brokdorf gelegenen Teil der Wilstermarsch und mündet über ein Schöpfwerk in die Elbe (Lage). Erstmals urkundlich erwähnt ist sie Ende des 14. Jahrhunderts; vermutlich wurde sie in der Folge der Hollerkolonisation angelegt. 
Nach der Wettern sind auch der in der Nähe ihrer Mündung gelegene alte Leuchtturm Hollerwettern sowie das neue, zum Richtfeuer Hollerwettern/Brokdorf gehörige Unterfeuer Hollerwettern benannt.

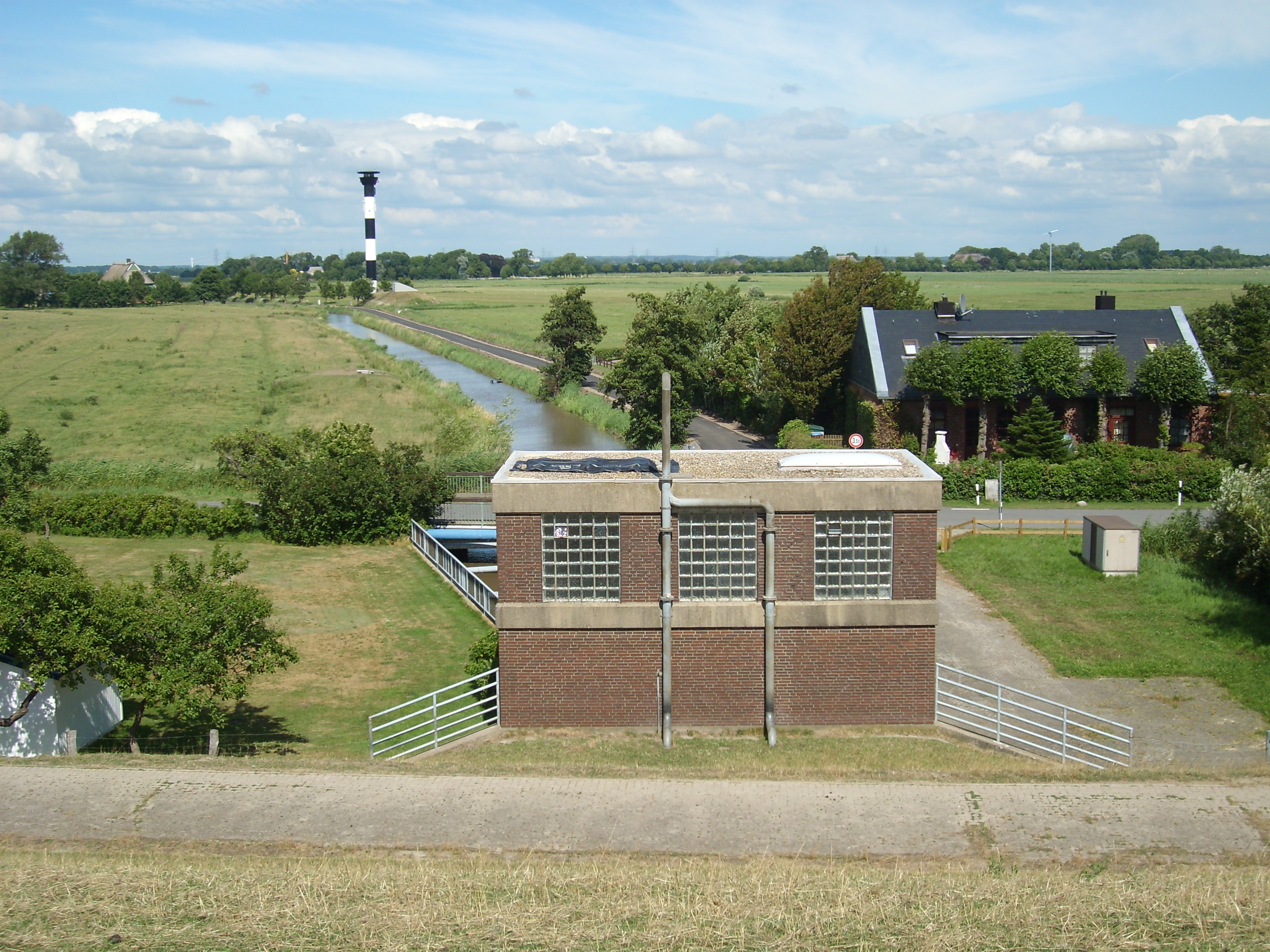
Die Hollerwettern mit Schöpfwerk vom Elbdeich aus gesehen; im Hintergrund das Oberfeuer Osterende